# Grigori Michailowitsch Semjonow

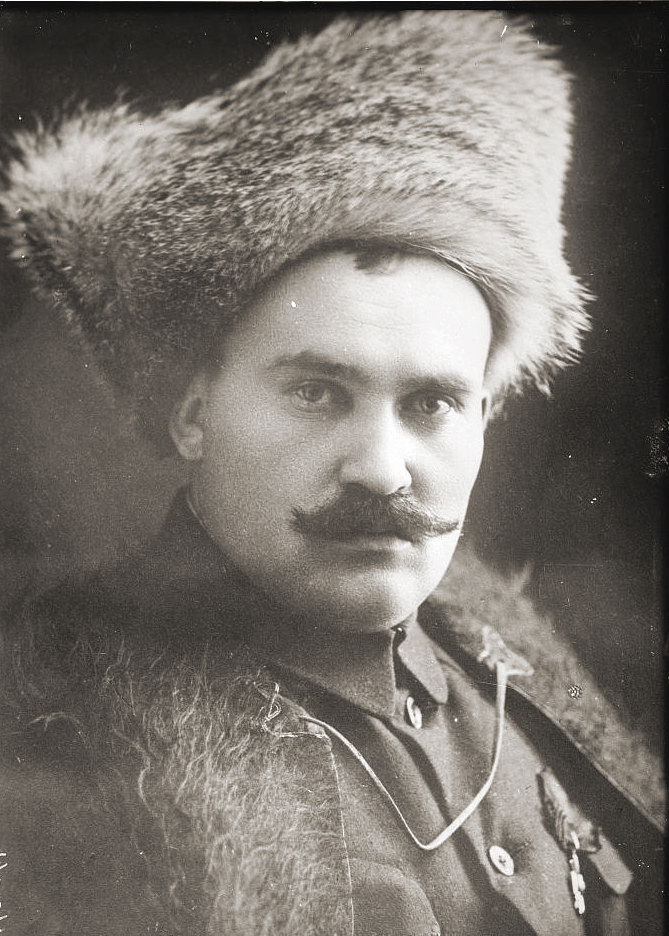
Ataman Semjonow

Grigori Michailowitsch Semjonow (russisch Григорий Михайлович Семёнов, wiss. Transliteration Grigorij Michajlovič Semënov; * 13. Septemberjul. / 25. September 1890greg. in Kuranscha in der Nähe von Nischni Zassutschei; † 30. August 1946 in Moskau) war ein russischer General und ein Führer der Weißen im Russischen Bürgerkrieg.

## Leben
Semjonow kam in einer Kosakensiedlung in der Transbaikalregion zur Welt. Er begann seine militärische Karriere 1911 mit dem erfolgreichen Abschluss der Militärschule von Orenburg. Er nahm in der zaristischen Armee im Rang eines Jessaul am Ersten Weltkrieg teil. Für seinen Einsatz in Polen wurde er mit dem Georgskreuz der 4. Klasse und dem Ehrenschwert ausgezeichnet. Nach der Februarrevolution 1917 entsandte die provisorische Regierung Semjonow im Juli 1917 als Kommissar in die Baikalregion, um revolutionäre Truppen auszuheben. Nach der Oktoberrevolution unternahm er eine gescheiterte Erhebung gegen die Bolschewiki, weshalb er sich kurzzeitig in die Mandschurei absetzen musste. Im August 1918 gelang es ihm dann mit Hilfe der Tschechoslowakischen Legionen, seinen ehemaligen Einflussbereich in der Baikalregion zurückzugewinnen.
Er errichtete dort eine Schreckensherrschaft, die im Lande unter dem Namen Semjonowschtschina bekannt wurde. Später wurde er von der selbsternannten provisorischen Regierung Sibiriens zum Kommandeur einer in Tschita stationierten Einheit ernannt. Dies brachte ihn zunächst in einen Konflikt mit Admiral Koltschak, dem Hauptführer der Weißen Armee in Sibirien, der sich zunächst weigerte, Semjonows Kommando anzuerkennen. Im Verlaufe der Auseinandersetzung mit den Bolschewiki musste sich Koltschak jedoch den faktischen Zwängen beugen und berief Semjonow auch unter dem Druck der Ententestaaten, die zeitweilig in den Kampf mit den Bolschewiki eingegriffen hatten, zum Befehlshaber des Militärbezirks von Tschita und beförderte ihn 1919 zum Generalleutnant der Weißen Armee. Im Frühjahr desselben Jahres ernannte sich Semjonow zudem mit Unterstützung Japans selbst zum Ataman der Kosaken der Transbaikalregion.
Nachdem die Weiße Armee Koltschaks von den Bolschewiki geschlagen worden war, übertrug dieser Semjonow seine Kompetenzen für den gesamten fernen Osten Sibiriens. Im November 1920 wurde Semjonow dann von Partisanen und regulären Verbänden der Roten Armee, die Wassili Blücher befehligte, aus der Baikalregion vertrieben. Er begab sich daraufhin mit seinen Truppen weiter nach Osten und versuchte sich mit Hilfe des japanischen Geheimdiensts in der Region Primorje festzusetzen. Nach weiteren Kämpfen mit der Roten Armee unterlag er jedoch auch dort und musste schließlich im September 1921 ins Exil nach China fliehen.
Seine Exilzeit verbrachte Semjonow in Korea, Japan und im Norden Chinas. Er nutzte dort seine Kontakte zum japanischen Geheimdienst und war der Führer der weißen Emigrantengemeinde im Fernen Osten. Als solcher war er auch maßgeblich an antisowjetischen Aktivitäten beteiligt. Um seine finanzielle Lage zu verbessern, war er von 1925 bis 1931 Leibwächter des ehemaligen Kaisers von China in Tianjin. Als die Sowjets 1945 gegen Ende des Zweiten Weltkrieges in den Kampf gegen Japan eingriffen und die Mandschurei besetzten, wurde Semjonow im September 1945 von der Roten Armee gefangen genommen. In der Sowjetunion wurde er zum Tode verurteilt und am 30. August 1946 gehängt.